# Pedro Navarro

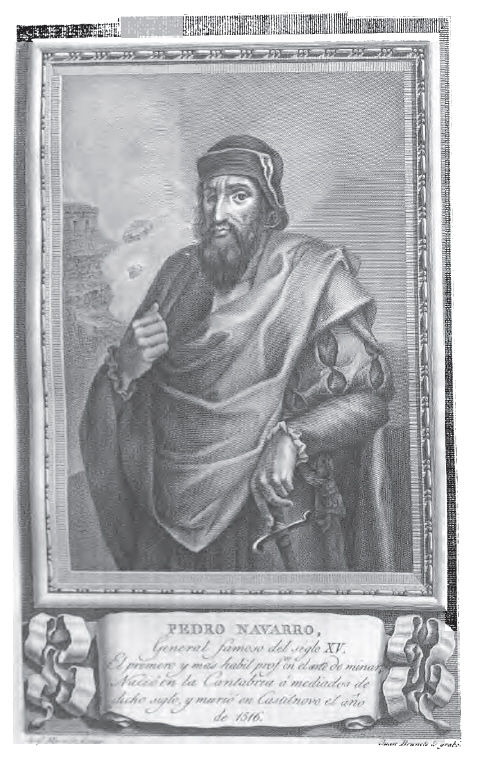
Pedro Navarro (Kupferstich, 1791)

Pedro Navarro, Graf von Oliveto, (* 1460 in Garde im Roncal-Tal in Navarra; † 28. August 1528 in Castel Nuovo bei Neapel) war ein spanischer Militärkommandant und Ingenieur.

## Leben
Navarro begann als Lohnsöldner, kämpfte in Italien und Nordafrika und schloss sich der Expedition von Gonzalo Fernández de Córdoba y Aguilar nach Italien an. Hier stellte er sein Können unter Beweis, indem er Festungsmauern mit Sprengstoff niederriss. 1503 sprengte er die französische Garnison von Neapel in die Luft. Zu diesem Zeitpunkt hatte er sich bereits als Kommando-Offizier einen Namen gemacht, und 1509 bis 1510 kämpfte er bei der Eroberung Orans und Tripolis. 1512 geriet er bei der Schlacht von Ravenna für drei Jahre in Gefangenschaft und kam nach seiner Haft in den Dienst des neuen französischen Königs Franz I. 1525 nahmen ihn seine eigenen Landsleute bei der Schlacht bei Pavia gefangen, und er kam erst 1526, nach Abschluss des Vertrags von Madrid, wieder frei. Im Dienst der französischen Armee war Navarro für die Artillerie verantwortlich. Navarro starb 1528 als Gefangener Kaiser Karls V. im Castel Nuovo in Neapel.